# Adobe Photoshop
Адоби фотошоп или једноставно фотошоп је рачунарски програм за обраду растерске графике. Аутор програма је компанија Адоби системс. Тренутно је тржишни лидер међу професионалним програмима на пољу обраде и прављења дигиталних фотографија. Због свог утицаја у популарној култури, од његовог назива произашао је глагол „фотошопирати“ који значи „уредити слику“.
Прво издање овог програма изашло је у фебруару 1990. године и то само на платформи Mac OS. Издање за Windows објављено је тек у новембру 1992. године (Фотошоп 2.5).
Године 2013, Адоби је прешао на нови Creative Cloud (креативни облак) систем, у коме више нема самосталних издања, већ се програм ажурира аутоматски и корисник увек има најновију верзију. Са Creative Cloud-ом је уведен и систем претплате на месечном и годишњем нивоу, који поред Фотошопа обухвата и остале програме из Адоби системс пакета. Тренутна верзија је прилагођена за коришћење на 26 језика.

## .PSD формат фајла
Стандардни Фотошоп фајл има екстензију .PSD, и у оквиру њега се могу сачувати подаци из комплетне историје стварања коначне верзије слике, као што су слојеви са маскама, транспарентност, текстови са стиловима (ефектима) и уопште све промене доступне употребом алата у програму. Фајлови се могу сачувати и у формату великог броја познатих фото-екстензија (JPG, PNG, BMP, TIF, GIF итд)али са различитим, углавном мањим, бројем података.

## Додаци
Могућности Фотошопа могу бити проширене додацима који се понашају као минијатурни уредници. Најчешћи облици додатака су филтери који пружају различите ефекте за слике. Adobe Camera RAW (такође позната као ACR и Camera RAW) је посебан додатак који Адоби испоручује бесплатно. Пре свега се користи за читање и обрађивање сирових слика тако да их можете обрадити у Фотошопу. Овај додатак се покреће онда када покушате да отворите сирову датотеку. Као и сваки други додатак, ACR је наведен у менију Help → About Plug-In. Такође се може отворити помоћу Адоби бриџа; кликните на било коју слику и изаберите File → Open in Adobe Camera RAW.
Најомиљенији међу модним фотографима је свакако Liquify, који омогућава корекцију фигуре модела, затим Lens Correction за фотографије грађевинских објеката, споменика, Vanishing point за уклапање у перспективу и многи други.
Како је Photoshop убедљиво најпопуларнији, а важи и за најбољи, графички програм за обраду слика, око њега се развила читава индустрија ових додатака. Најпознатији пакети су:
- Додаци за корекцију боја (Alien Skin Software,[1] Nik Software,[2] OnOne Software,[3] Topaz Labs Software,[4] The Plugin Site,[5] etc.)
- Додаци за специјалне ефекте (Alien Skin Software, Auto FX Software,[6] AV Bros.,[7] Flaming Pear Software,[8] etc.)
- Додаци за 3D ефекте (Andromeda Software,[9] Strata,[10] etc.)

## Примена
Фотошоп данас има веома широку примену, користе га и графички дизајнери за стварање дигиталних уметничких слика, реклама, као и комплетног корпоративног имиџа, модне фотографије, а користе га и аматери за побољшање својих породичних фотографија, исправку експозиције, „црвених очију“, улепшавања за профилне фотографије. Понекад, због нестручног коришћења, настају грешке које су популарне за дељење на друштвеним мрежама.

## Часописи
Његову популарност прати велики број часописа који помажу корисницима да боље овладају програмом. Најпознатији су:
- Фотошоп кријејтив[11]
- Фотошоп јузер[12]
- Практикал фотошоп[13]
- Адванцед магазин[14]